# Ecoteaux

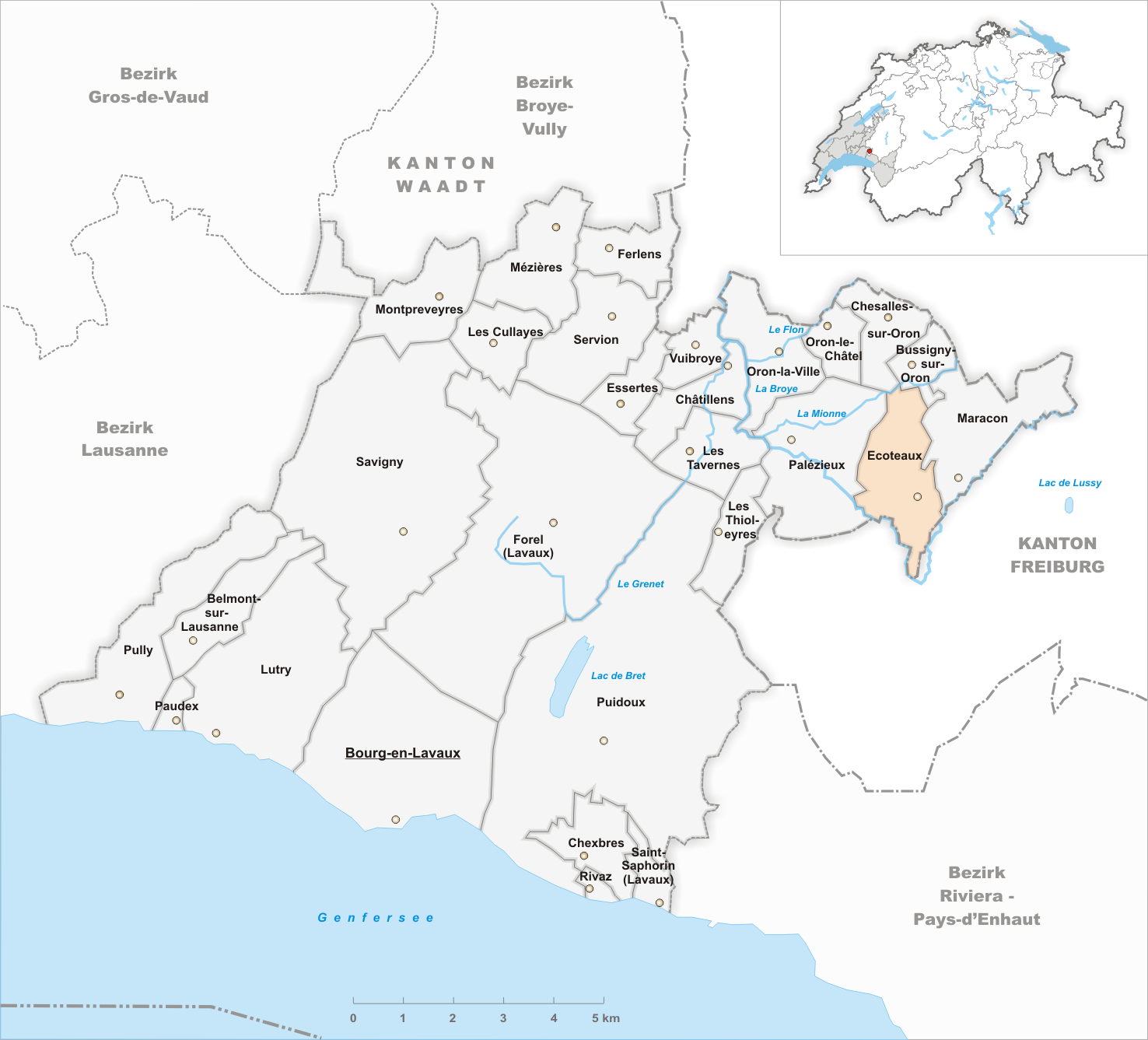
Gemeindestand vor der Fusion am 31. Dezember 2011

Ecoteaux war bis zum 31. Dezember 2011 eine politische Gemeinde im Distrikt Lavaux-Oron des Kantons Waadt in der Schweiz. Am 1. Januar 2012 fusionierte sie mit Oron.

## Geographie
Ecoteaux liegt auf 766 m ü. M., vier Kilometer südöstlich von Oron-la-Ville und 18 Kilometer östlich der Kantonshauptstadt Lausanne (Luftlinie). Die Streusiedlungsgemeinde erstreckt sich auf einer Geländeterrasse über dem Tal der Broye, in der östlichen Randzone des Waadtländer Mittellandes.
Die Fläche des 3,6 km² grossen ehemaligen Gemeindegebiets umfasst einen Abschnitt des Molassehügellandes im Alpenvorland. Die südliche Grenze wird vom Oberlauf der Broye gebildet, deren Fliessrichtung hier eine scharfe Kurve von zunächst Südwest nach Nordwest zeichnet. Von der Broye erstreckt sich der ehemaligen Gemeindeboden als schmaler Streifen nordwärts über den Hang von Ecoteaux, der sanft nach Westen geneigt ist, bis zum Tal der Mionne. Auf dem Molassehöhenrücken zwischen Broye und Mionne wird mit 810 m ü. M. der höchste Punkt von Ecoteaux erreicht. Von der ehemaligen Gemeindefläche entfielen 1997 7 % auf Siedlungen, 15 % auf Wald und Gehölze und 78 % auf Landwirtschaft.
Zu Ecoteaux gehören der Weiler Les Indévis (771 m ü. M.) nördlich des Dorfes sowie zahlreiche weitere Hofsiedlungen und Einzelhöfe.

## Bevölkerung
Mit 356 Einwohnern (Stand 31. Dezember 2010) gehört Ecoteaux zu den kleinen ehemaligen Gemeinden des Kantons Waadt. Von den Bewohnern sind 92,8 % französischsprachig, 4,8 % deutschsprachig und 1,5 % portugiesischsprachig (Stand 2000). Die Bevölkerungszahl von Ecoteaux belief sich 1850 auf 269 Einwohner, 1900 auf 306 Einwohner. Danach wurde durch stetige Abwanderung bis 1970 eine Abnahme auf 234 Einwohner verzeichnet; seither stieg die Bevölkerungszahl wieder deutlich an.

## Wirtschaft
Ecoteaux war bis in die zweite Hälfte des 20. Jahrhunderts ein vorwiegend durch die Landwirtschaft geprägtes Dorf. Noch heute haben der Ackerbau und die Viehzucht einen wichtigen Stellenwert in der Erwerbsstruktur der Bevölkerung. Weitere Arbeitsplätze sind im lokalen Kleingewerbe und im Dienstleistungssektor vorhanden. Ecoteaux ist seit 1984 Standort eines Freizeitzentrums. In den letzten Jahrzehnten hat sich das Dorf auch zu einer Wohngemeinde entwickelt. Viele Erwerbstätige sind deshalb Wegpendler, die vor allem in Lausanne und in Vevey arbeiten.

## Verkehr
Die ehemalige Gemeinde liegt abseits grösserer Durchgangsstrassen an einer Verbindungsstrasse von Palézieux nach Semsales. Durch einen Postautokurs, der von Oron-la-Ville via Palézieux nach Semsales verkehrt, ist Ecoteaux an das Netz des öffentlichen Verkehrs angebunden.

## Geschichte
Das ehemalige Gemeindegebiet von Ecoteaux war schon zur Römerzeit bewohnt, was durch den Fund von Überresten einer Siedlung aus dem 2. und 3. Jahrhundert belegt werden konnte. Die erste urkundliche Erwähnung des Ortes erfolgte 1134 unter den Namen Escotals und Escoit. Später erschienen die Bezeichnungen Scotals (1157), Costels (ebenfalls im 12. Jahrhundert), Escotaus (1233), Escotaz (1251), und noch um 1900 wurde die Schreibweise Ecotteaux verwendet. Der Ortsname entstand durch Agglutination aus es coteaux (an den Abhängen/Hügeln).
Seit dem Mittelalter unterstand Ecoteaux der Herrschaft Palézieux. Nach der Eroberung des Waadtlandes durch Bern kam das Dorf im Jahr 1557 an die bernische Landvogtei Oron. Nach dem Zusammenbruch des Ancien Régime gehörte Ecoteaux von 1798 bis 1803 während der Helvetik zum Kanton Léman, der anschliessend mit der Inkraftsetzung der Mediationsverfassung im Kanton Waadt aufging. 1798 wurde es dem Bezirk Oron zugeteilt. 1872 kamen der Weiler Very und das ehemalige Schloss zum Gemeindegebiet von Maracon.

## Sehenswürdigkeiten
Das Schulhaus mit Glockentürmchen wurde 1842 erbaut. Ecoteaux besitzt keine eigene Kirche, es gehört zur Kirchgemeinde Maracon.